# 스쿨 오브 비주얼 아츠
스쿨 오브 비주얼 아츠(영어: School of Visual Arts, SVA NYC)는 미국 뉴욕 맨해튼에 있는 예술 대학교이다. 1947년에 설립된 미국 미술 대학 협회의 회원 학교이다.

## 같이 보기
- 미술
- 시각 예술
- 행위 예술